# Động đất Assam 1947
Động đất Assam 1947 (tiếng Anh: 1947 Assam earthquake) là trận động đất xảy ra vào lúc 18:43:27 (theo giờ địa phương), ngày 29 tháng 7 năm 1947. Trận động đất có cường độ 7.3 richter, tâm chấn đọ sâu khoảng 60 km. Không có báo cáo thương vong nào về người sau trận động đất, một số công trình hư hại không đáng kể và tình trạng mất điện xảy ra ở Guwahati.